# Подсосновский сельсовет
Подсосновский сельсовет — муниципальное образование со статусом сельского поселения и административно-территориальное образование в Немецком национальном районе Алтайского края России. Административный центр — село Подсосново.

## Демография
По результатам Всероссийской переписи населения 2010 года, численность населения муниципального образования составила 2312 человек, в том числе 1100 мужчин и 1212 женщин. Оценка Росстата на 1 января 2012 года — 2229 человек.

## Населённые пункты
В состав сельского поселения входит один населённый пункт — село Подсосново.